# Fernão Cabral
Fernão Cabral (c. 1427 — c. 1492), foi um fidalgo do conselho português, senhor de juro e herdade de Belmonte, de Azurara da Beira e de Manteigas, 1 º regedor das justiças da Beira (1464), adiantado-mor da Beira (1464), coudel-mor da Casa Real, alcaide-mor de Belmonte.
Combateu, segundo a Crónica do Rei D. Duarte, da autoria de Rui de Pina, na mal sucedida tomada de Tânger, comandada pelo Infante D. Henrique.
De acordo com o cronista, Fernão (ou Fernando) Álvares Cabral «perdeu a vida em defensão de seu senhor. E com ele morreram cristãos nesta peleja vinte e três».
Fernão Cabral era pai de 13 filhos, um dos quais (provavelmente o mais velho) também se chamava Fernão Cabral.
O mais célebre de seus filhos parece ter sido o navegador Pedro Álvares Cabral, nascido de seu casamento com Isabel de Gouveia de Queirós, filha de João, senhor de Gouveia.